# Johann Adam Möhler
Johann Adam Möhler,  född 6 maj 1796 i Igersheim i Württemberg, död 12 april 1838 i München, var en tysk romersk-katolsk teolog.
Möhler var från 1826 professor vid Münchens universitet och var en framstående vetenskaplig förespråkare för den ideala katolicismen. Bland hans arbeten märks Die Einheit in der Kirche oder das Prinzip des Katholizismus, dargestellt im Geiste der Kirchenväter der drei ersten Jahrhunderte (1825; andra upplagan 1843) och hans förnämsta verk, det berömda Symbolik oder Darstellung der dogmatischen Gegensätze der Katholiken und Protestanten nach ihren öffentlichen Bekenntnisschriften (1832; nionde upplagan 1884, översatt till flera språk, även till svenska 1843), som framkallade en mängd protestantiska motskrifter, i främsta rummet från hans kollega i Tübingen Ferdinand Christian Baur, varpå Möhler svarade med Neue Untersuchungen der Lehrgegensätze zwischen den Katholiken und Protestanten (1834; femte upplagan 1900).